# Себум
Себумът  е специфичен мастен секрет отделян от мастните жлези. Прекомерната секреция на себум води до запушване на мастните жлези, което води до появата на акне. При недостатъчната секреция на себум кожата изсъхва, опъва се и се напуква.

## Функции
Себумът образува водонепропусклив слой върху кожата, който я предпазва от прекомерното навлизане на вода, както и от прекомерната загуба на вода. Чрез себума към повърхността на кожата се транспортират антимикробни липиди, антиоксиданти, феромони и други, които изграждат антибактериална и антигъбична бариера. Себумът транспортира витамин Е към епидермиса на лицето.

## Състав
Себумът е сложна и променлива смес от липиди, включваща:
1. Глицериди;
2. Свободни мастни киселини;
3. восъчни естери;
4. сквален;
5. холестеролови естери;
6. Холестерол.